# Simon Rich
Simon Rich (New York, 5 giugno 1984) è uno sceneggiatore e scrittore statunitense.
È principalmente noto come autore di testi e sceneggiature per il Saturday Night Live e per la Pixar. Nel 2015 ha prodotto e sceneggiato la serie televisiva Man Seeking Woman, basato sul suo libro The Last Girlfriend on Earth.

## Opere letterarie
- Ant Farm: And Other Desperate Situations (2007) ISBN 9780307493965
- Free-Range Chickens (2008) ISBN 9781588367327
- Il compagno di banco (Elliot Allagash, 2010) ISBN 9781846687549
- What in God's Name (2012) ISBN 9781847658159
- The Last Girlfriend on Earth (2013) ISBN 9782021140293
- Spoiled Brats, 2014 ISBN 9781782830801

## Filmografia

### Sceneggiatore

#### Televisione
- Saturday Night Live: Weekend Update Thursday (2008-2009, 6 episodi)
- Saturday Night Live (2008-2011, 79 episodi)
- CH Live: NYC (2009)
- A Very Gilly Christmas (2009)
- Man Seeking Woman (2015-2017, 30 episodi)
- I Simpson (2017, episodio 28x18 L’orologio di un padre)

#### Cinema
- Inside Out (2015)
- Pets - Vita da animali (2016)
- An American Pickle, regia di Brandon Trost (2020)

### Produttore
- Man Seeking Woman (2015-2017, 30 episodi)

### Attore
- Saturday Night Live (2007-2008, 4 episodi)